# ام‌سی‌اچ آرنا
ام‌سی‌اچ آرنا (انگلیسی: MCH Arena) یک ورزشگاه فوتبال در دانمارک است که ورزشگاه خانگی باشگاه فوتبال میتیولن محسوب می‌شود و دارای ۱۲٫۰۰۰ نفر ظرفیت است.